# Poule de Gournay
Pour les articles homonymes, voir Gournay.
La gournay est une race de poule domestique originaire de Normandie.

## Origine

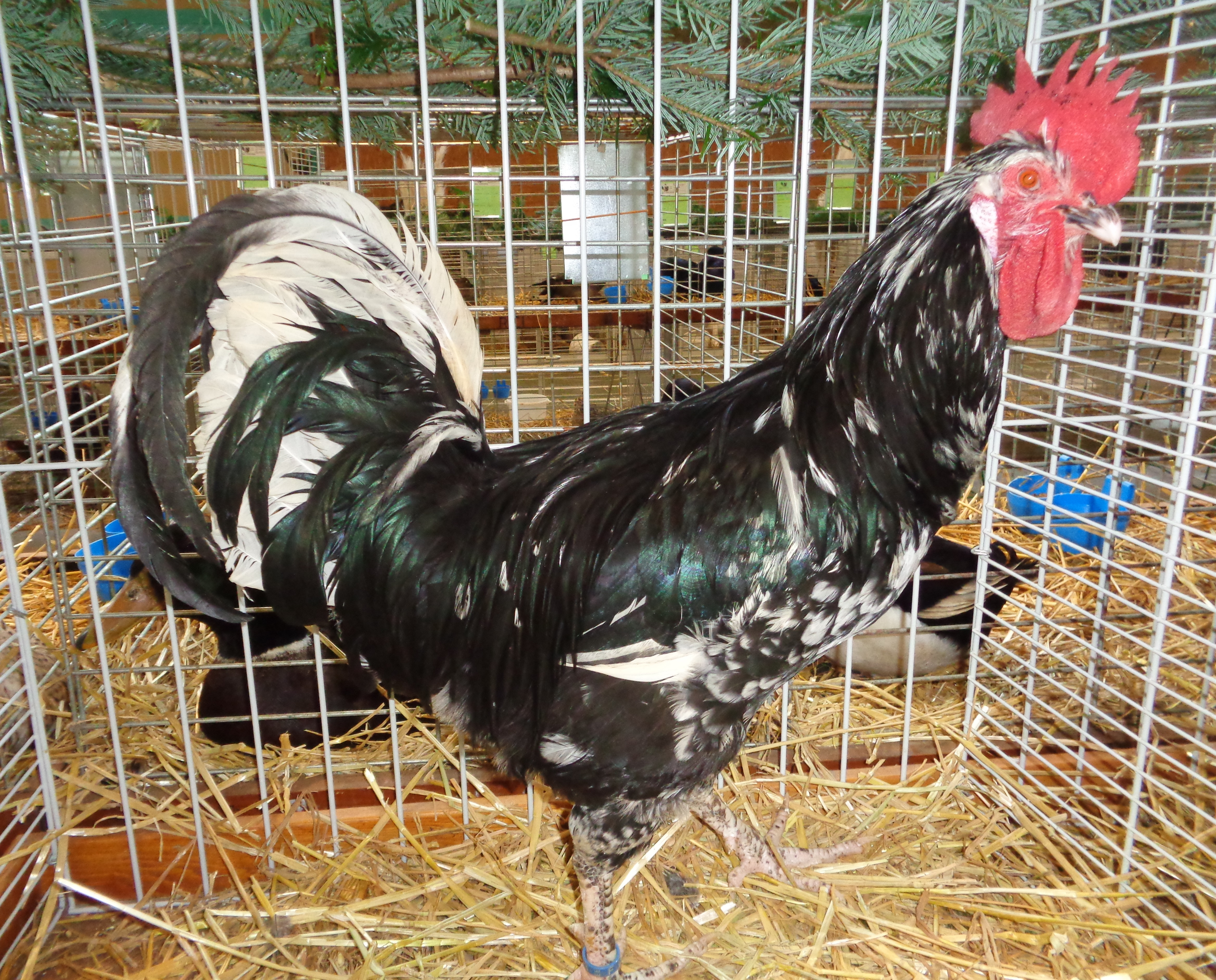
Coq Gournay.

Elle provient de Gournay-en-Bray, où se tient un marché, en Normandie.
Elle est issue de poules locales, avec peut-être une ascendance croisée avec des poules rapportées par les Vikings, voire plus généralement des régions de la mer du Nord.
La Gournay naine a été créée par Bruno Lomenède avec l'aide de nombreux éleveurs du Club pour la Sauvegarde des Races Avicoles Normandes et a été homologuée en 2003.

## Description
C'est une volaille de type fermier, élégante, aux formes arrondies et au plumage serré noir caillouté de blanc. Cette race est élevée à la fois pour sa chair et sa ponte.

### Standard
- Crête : simple rouge
- Oreillons : blancs
- Couleur des yeux : rouge orangé
- Couleur de la peau : blanche
- Couleur des tarses : marbrée
- Variétés de plumage : uniquement noir caillouté blanc

Grande race :
- Masse idéale : coq : minimum 2,5 kg ; poule : minimum 2 kg
- Œufs à couver : min. 65 g, coquille blanche
- Diamètre des bagues : coq : 18 mm ; poule : 16 mm

Naine :
- Masse idéale : Coq : 900 g ; Poule : 800 g
- Œufs à couver : min. 35 g, coquille blanche
- Diamètre des bagues : coq : 12 mm ; poule : 10 mm

## Clubs officiels
- Club pour la sauvegarde des races avicoles normandes.

Éditant une revue trois fois par an : 
"Basse-cour Normande"  (ISSN 1631-719X)
Siège Social et adresse administrative :
Mairie de Gournay-en-Bray (76220)
Adresse Postale :
CSRAN - 156, route du Four-à-Pain - 76750 Bosc-Roger-sur-Buchy
- Conservatoire pour l'élevage et la préservation de la basse-cour normande
- Conservatoire des races normandes et du Maine, Le Tronquay
- Gournay club normand, Asnières-en-Bessin
- Élevage GAZAN

## Sources
- Le Standard officiel des volailles (Poules, oies, dindons, canards et pintades), édité par la Société centrale d'aviculture de France.